# Babel (film)
Babel este un film realizat de regizorul mexican Alejandro González Iñárritu in 2006, care a câștigat premiul Oscar pentru cea mai bună coloană sonoră.

## Fir narativ
Babel este povestea unei puști. O pușca care unește patru povești paralele care se petrec în Maroc, S.U.A., Japonia și Mexic. În Maroc, un cioban sărac cumpără o pușcă de la un prieten. Pușca îi era necesară în lupta împotriva șacalilor care îi atacau modesta turma de capre, păzită de cei doi fii ai săi. Tot aici, un cuplu căsătorit care se confruntă cu probleme grave de comunicare face o excursie în speranța de a repara legătura frântă. Cei doi copii ai lor, un băiat și o fetiță, rămași acasă în S.U.A, se află în grija unei dădace mexicane care se pregătește pentru o scurtă călătorie în Mexic, unde fiul ei se căsătorește. În cealaltă parte a Globului, în Japonia, o liceeană surdo-mută se confruntă, pe lângă problemele normale ale vârstei, și cu cele ce decurg din handicapul său, precum și cu pierderea mamei, care se sinucisese cu câtva timp în urmă. În Maroc, ciobanul îi învață pe copii să tragă cu pușca pentru a goni sau, și mai bine, pentru a omorî șacalii. Plecați mai apoi cu turma la păscut, cei doi copii se întrec la trasul la țintă. Cel mic trage, din pura întâmplare, spre autobusul care se apropia pe strada aflată la o îndepartare considerabilă. În interiorul autobusului, grupul de americani aflați în excursie suferă din pricina căldurii. Și cuplul de la începutul povestirii se află printre ei. Soția a ațipit, plicitsită și abătută, cu capul pe geam. Deodată, un glonț pătruns prin geam îi străpunge omoplatul și femeia se prăbușește în brațele neajutorate ale soțului. Văzând că autobusul s-a oprit pe drum, cei doi copii fug speriați acasă. În timp record, incidentul este clasat drept un act terorist și întreaga lume condamnă cruzimea acestuia. Între timp, soțul rănitei încearcă cu disperare să ajungă la un spital. Din nefericire, cel mai apropiat este la o distanță mult prea mare iar salvarea nu poate ajunge în satul în care sunt. Ghidul reușește să aducă pe veterinarul satului, care o coase pe viu pe femeie, salvând-o astfel de la o moarte sigură. Soțul ia legătura cu dădaca din America dar nu îi spune de tragicul accident, rugând-o să aibă grijă de copii o zi în plus față de cât ar fi durat călătoria inițial. Dădaca însă dorește să ajungă la nunta fiului deci se hotărăște să ducă copii cu ea. La întoarcere, la vama americană, nepotul care conducea beat se ia la ceartă cu vameșul american, căruia faptul ca doi copii americani se găsesc noaptea într-o mașina cu doi adulți mexicani i se pare suspect. Cuprins de panică, nepotul trece fraudulos granița și își abandonează matușa și pe cei doi copii aflați în grija acesteia în mijlocul deșertului, promițând că se va întoarce imediat după ei. Între timp, în Maroc, ambasada americană nu face nimic pentru a încerca să o salveze pe femeie, iar televiziunile vorbesc în continuare despre un atentat terorist. Pușca ascunsă de copiii cuprinși de panică este găsită de poliție care, sub presiunea găsirii vinovatului, îl torturează pe tatăl copiilor, cerându-i să-și mărturisească legăturile secrete cu grupuri teroriste. Când află adevărul, cuprins de spaimă, tatăl își ia copii și se hotărăște să fugă până când se liniștesc apele, dar este prins de poliție iar fiul cel mare impușcat din greșeală. Aflând de la cine cumpărase ciobanul pușca, poliția îl interoghează pe vânzătorul puștii, care mărturisește că a primit-o cadou de la un turist japonez venit cu ceva timp în urmă în vizită în Maroc. Poliția încearcă să ia legătura cu omul de afaceri japonez, posesorul inițial al puștii. Fata acestuia, inconștientă de motivul pentru care poliția vrea să vorbească cu tatăl ei și în încercarea de a atrage atenția tânărului ofițer, mărturisește că ea ar fi știut de moartea mamei sale, ba chiar ca ar fi văzu-to cum se aruncase de la balcon. Odată întors de la birou, tatăl fetei clarifică situația și confirmă faptul că îi dăruise pușca ghidului ca semn de recunoștință pentru serviciile sale. Înapoi în America, dădaca caută disperată drumul înapoi spre civilizație. Soarele arzător o derutează și nu știe încotro să o ia. Găsită de poliție, ea este expulzată din America pe tot restul vieții, pentru răpirea copiilor și lipsa actelor legale de muncă. Între timp, în Maroc, după ce în final se clarifică că nu a fost vorba despre un atac terorist, un elicopter al ambasadei americane îi transporta pe cei doi soț.

## Distribuție
Maroc
- Brad Pitt - Richard Jones
- Cate Blanchett - Susan Jones
- Mohamed Akhzam - Anwar
- Peter Wight - Tom
- Harriet Walter - Lilly
- Michael Maloney - James
- Driss Roukhe - Alarid
- Boubker Ait El Caid - Yussef
- Said Tarchani - Ahmed
- Mustapha Rachidi - Abdullah
- Abdelkader Bara - Hassan
- Wahiba Sahmi - Zohra
- Robert Fyfe - turistul #14

Statele Unite/Mexic
- Adriana Barraza - Amelia Hernández
- Gael García Bernal - Santiago
- Elle Fanning - Debbie Jones
- Nathan Gamble - Mike Jones
- Clifton Collins, Jr. - ofițer de poliție la granița mexicană.
- Michael Peña - ofițer John

Japan
- Rinko Kikuchi - Chieko Wataya
- Kōji Yakusho - Yasujiro Wataya
- Satoshi Nikaido - Detectiv Kenji Mamiya
- Yuko Murata - Mitsu
- Shigemitsu Ogi - Dentist Chieko attempts to seduce.
- Ayaka Komatsu - model în bikini Model din reclama TV (nemenționat).